# Église de Jésus-Christ à Madagascar
L'Église de Jésus-Christ à Madagascar (en malgache : Fiangonan'i Jesoa Kristy eto Madagasikara, ou FJKM) est la plus grande église chrétienne de Madagascar, c'est une église protestante réformée. Elle compte plus de 7 millions de fidèles inscrits mais son influence autour du cercle familial est beaucoup plus importante, à rapporter à la population du pays, 27 millions d'habitants. Elle est organisée en environ 5 800 églises locales, groupées en 38 synodes régionaux.
Au-delà des activités confessionnelles, la FJKM œuvre aussi au développement de Madagascar (à travers le SAF FJKM), contribue au système de soins à travers différents dispensaires rattachés à diverses églises locales éparpillées dans toute l'île. La FJKM a également un réseau d'enseignement allant du primaire à un institut universitaire. Elle gère près de 550 écoles, et dispose de l'université Ravelojaona (qui forme jusqu'aux diplômes de 3e cycle - "Doctorat").

## constitution de foi
La FJKM croit :
-  à un Dieu créateur 
- en Dieu qui s'incarne en Jésus Christ
- que l'Esprit Saint est Dieu
- à un Dieu unique qui se fait connaître par laTrinité
- à la Parole du Seigneur selon la bible et l'inspiration du Saint Esprit
- aux deux sacrements : le baptême et la sainte Cène

## Les synodes (synodam-paritanyou SP)
- SP1 : Afovoany Andrefana
- SP2 : Afovoany Atsinanana Vaovao
- SP3 : Alaotra Chrome
- SP4 : Ambalavao Tsehenimparihy
- SP5 : Ambatondrazaka vaovao
- SP6 : Amoronimania Ambositra se
- SP7 : Ambovombe Kristy Ranovelona
- SP8 : Andrefana Atsimon' Ankaratra Miaradia
- SP9 : Androna Atsinanana miara-mifoha
- SP10 : Antananarivo Andrefana
- SP11 : Antananarivo Atsimo
- SP12: Antananarivo Atsinanana
- SP13  :Arivonimamo Vaovao
- SP14 : Atsimo Atsinanana
- SP15 : Atsimon'Iarivo miray
- SP16 : Kristy Fihavanantsika Avaratra Atsinanana
- SP17 : Boina vaovao
- SP18 : Faritany voalohany Antsiranana
- SP19 : Iarivo Avaradrano
- SP20 : Maevatsara
- SP21 : Bemaraha
- SP22 : Mananara Firaisana
- SP23 : Mananjary Pangalana
- SP24 : Mangoro Moramanga
- SP25 : Matsiatrasoa
- SP26 : Mevarano Miray
- SP27 : Miarinarivo Fahazavana
- SP28 : Miray Faritra Antongyl
- SP29 : Mandrindrano Mpiambina Soavinandriana Itasy
- SP30 : Sofia Andrefana
- SP31 : Toamasina Vavahadin'ny Filazantsara
- SP32 : Kristy Fanantenantsika Toamasina Atsimo
- SP33 : Toliara Fihavaozana
- SP34 : Tsiroanomandidy
- SP35 : Vonizongo Vavolombelona
- SP36 : Fahazavan'Atsimo Andrefana
- SP37 : Vatofehizoro Ampitandranomasina
- SP38 : Atsinanan'Ankaratra Fahazavana[4]

## Histoire
Grâce à plusieurs décennies de collaboration entre trois missions protestantes à Madagascar, la FJKM est officiellement née le 18 août 1968 par l'unification de trois Églises réformées. La plus grande avait été fondée par la London Missionary Society, la deuxième par la Société des missions évangéliques de Paris, et la troisième par la Société des Missions étrangères des Amis (aujourd'hui Paix et témoignage social quaker). La FJKM fait donc partie des églises pionnières et précurseurs en matière d'œcuménisme.
L'histoire de Madagascar est intimement liée à l'histoire de la FJKM. Les premiers missionnaires de la London Missionary Society, les Révérends Thomas Bevan et David Jones sont arrivés à Toamasina, une ville portuaire de l'Est de Madagascar, en août 1818. Pour des raisons de santé, ils n'ont pas pu aller jusqu'en Imerina, ils ont dû aller à l'Ile Maurice pour se soigner. Revenant à Toamasina à partir de novembre 1818, ils ont pu rester un peu plus longtemps sur l'île pour entreprendre leurs œuvres d'évangélisation. Ils ont pu aller jusqu'en Imerina rencontrer le roi Radama Ier . Ces évangélisateurs britanniques ont gagné la sympathie du roi Radama Ier et ils ont pu fonder la première école vers 1819-1820. Ils ont aidé le roi Radama Ier à établir les bases écrites de la langue malgache : ils ont aidé Radama Ier à transformer cette langue (jusque-là orale) en langue écrite. Ils ont établi ensemble l'alphabet malgache et les règles d'orthographe et d'écriture. Ainsi, l'histoire de la langue malgache (langue officielle) est intimement liée à l'histoire des missions évangéliques fondatrices de la FJKM.
À partir de 1868, le protestantisme (tel qu'évangélisé par les missions qui ont fondé la FJKM) est devenu une religion d'État marquée par la conversion de la reine Ranavalona II, et de son époux, le Premier Ministre Rainilaiarivony, lors du couronnement de la reine. Le courant protestant a été extrêmement influent sur la politique de l'île durant la royauté et durant l'administration de l'île par le Premier Ministre Rainilaiarivony. En témoignage de cette histoire, une dizaine d'églises FJKM construites au XIXe siècle (durant la tenure de Rainilaiarivony) sont présentes dans les quartiers de la Haute Ville d'Antananarivo (quartiers du pouvoir durant la royauté) et autour, sur les collines où se trouve le palais de la Reine (Rova Manjakamiadana).
L'arrivée de la colonisation de Madagascar de 1896 à 1960 a mis un frein à cette influence car les missions protestantes et les fidèles protestants (ancêtres de la FJKM) ont été marginalisés/délaissés ("dépriorisés") durant la colonisation. Juste après l'indépendance de Madagascar en 1960, le courant protestant a regagné de la vigueur notamment par la fusion des trois missions protestantes en une seule église, d'où la naissance de la FJKM.
En 2002, à la suite de différends entre un pasteur (officiant à l'époque à la FJKM Andravoahangy Fivavahana) et la structure dirigeante de la FJKM, ce pasteur devient dissident et décide de quitter la FJKM et fonder la Fiangonana Protestanta Vaovao Malagasy (FPVM ou Nouvelle Église protestante de Madagascar) qui se développe d'années en années avec environ 300 000 membres .
En août 2018, la FJKM célèbre en grande pompe le 200e anniversaire du début de l'évangélisation de l'île (août 1818 - août 2018) et son cinquantenaire (18 août 1968, 18 août 2018) à Toamasina, sur la côte est de l'île.
La FJKM est une Église membre de la Communion mondiale d'Églises réformées et du Conseil œcuménique des Églises. Avec l'Église luthérienne malgache, elle forme la Communauté des Églises protestantes à Madagascar (FFPM). Avec les autres Églises chrétiennes de Madagascar, catholique, luthérienne et anglicane, elle forme la Fiombonan'ny Fiangonana Kristianina Malagasy (FFKM) ou Conseil des Églises malgaches. La FFKM joue un rôle majeur de facilitateur et d'intermédiaire entre les différents protagonistes (tenants du pouvoir et opposants) durant les crises politiques que la Grande Ile a traversé. La FFKM se positionne en garant de la paix lors de crises politiques.

### Dirigeants
Depuis sa création, des nombreux presidents se sont succédé :
- Pasteur Titus Rasendrahasina 1968-1972
- Pasteur Joseph Joelison Ramambasoa 1972-1992
- Pasteur Edmond Razafimahefa 1992-2004
- Pasteur Lala Rasendrahasina 2004-2016[10]
- Révérend Docteur Andriamahazosoa Ammi 2016-2025

### Personnalités
Radama Ier, le célèbre roi Malagasy, qui a le plus contribué à la réunification de toute la Grande Ile de Madagascar, est un sympathisant du protestantisme à l'origine de la FJKM. Le roi Radama Ier a établi l'alphabet malagasy et a transformé la langue malgache en langue écrite grâce à l'aide des évangélisateurs à l'origine de la FJKM.
Les reines Ranavalona II et Ranavalona III ainsi que le Premier Ministre Rainilaiarivony sont des fidèles de l'église protestante ancêtre de la FJKM. Ils ont fait de l'ancêtre de la FJKM une religion d'État. Les nombreuses églises FJKM présentes dans les quartiers de la Haute Ville et autour du Palais de la Reine et du Palais du Premier Ministre (et fondées à leur époque) témoignent de cette influence.
Marc Ravalomanana, président de Madagascar de 2002-2009, est un fidèle de la FKJM. Il est vice-président de la FJKM de 2001 à 2016. Il est critiqué pour n'avoir pas traité de façon égale les différents groupes religieux dans le pays, en particulier les catholiques,. Cependant, ce genre de traitement favorable envers un courant donné du christianisme (catholique, protestant, ...) par les dirigeants politiques en place est récurrent dans l'histoire de Madagascar : le pouvoir en place favorise souvent un courant donné du christianisme au détriment du reste. Ainsi, la FJKM a pu être favorisée à certaines périodes de l'histoire de la grande île mais la FJKM a également souffert de marginalisation durant la mandature d'autres dirigeants ou régimes politiques.